# Condylura cristata
Зірконіс, зірконосий кріт (Condylura cristata) — ссавець родини кротових (Talpidae) — це невеликий напівводний кріт, який зустрічається у вологих низьких районах у північній частині Північної Америки. Це єдиний сучасний представник роду Condylura і триби Condylurini. Condylura cristata має понад 25 000 дрібних сенсорних рецепторів в органах дотику, відомих як органи Еймера, за допомогою яких цей кріт розміром з хом’яка промацує свій шлях. За допомогою своїх органів Еймера він може ідеально виявляти коливання сейсмічних хвиль.

## Поширення
Країни поширення: Канада, США. Живе рідко далеко від водойм. Віддає перевагу вологим ґрунтам в заплавах річок, боліт, луків та ін. поруч з водою.

## Морфологія
Ці тварини досягають довжини тіла 10–13 сантиметрів. Хвіст довший, ніж у більшості кротових, від 6 до 8 дюймів завдовжки. Вага дорослих тварин від 40 до 85 грамів. Хвіст вкритий шерстю і служить для накопичення жиру в зимовий період. Волосяний покрив грубіший, ніж у інших видів родини, темно-коричневого чи чорного забарвлення. Передні кінцівки з долонями, зверненими назовні, і закінчуються 5 пальцями. Задні кінцівки також мають п'ять пальців, але вони менш спеціалізовані. Череп, плоский і подовжений, очі невеликі.

## Життя
Хороший плавець і пірнальник, і може бути активним у воді під льодом взимку. Більше залежить від води в зимовий час, коли земля замерзла. Харчується переважно водними безхребетними. Дощові хробаки в достатку в раціоні в деяких районах. Активний протягом усього року, вдень і вночі, але може бути більш активним у нічний час. Живуть у невеликих, вільних групах.
Вагітність триває близько 45 днів. Пологи відбувається навесні або на початку літа. Самиця народжує від трьох до семи дитинчат, в середньому 5—6, один раз на рік. Молодь стає статевозрілою в 10 місяців. Може триматися парою протягом сезону розмноження. Середня тривалість життя оцінюється в три-чотири роки.